# Meio laser ativo

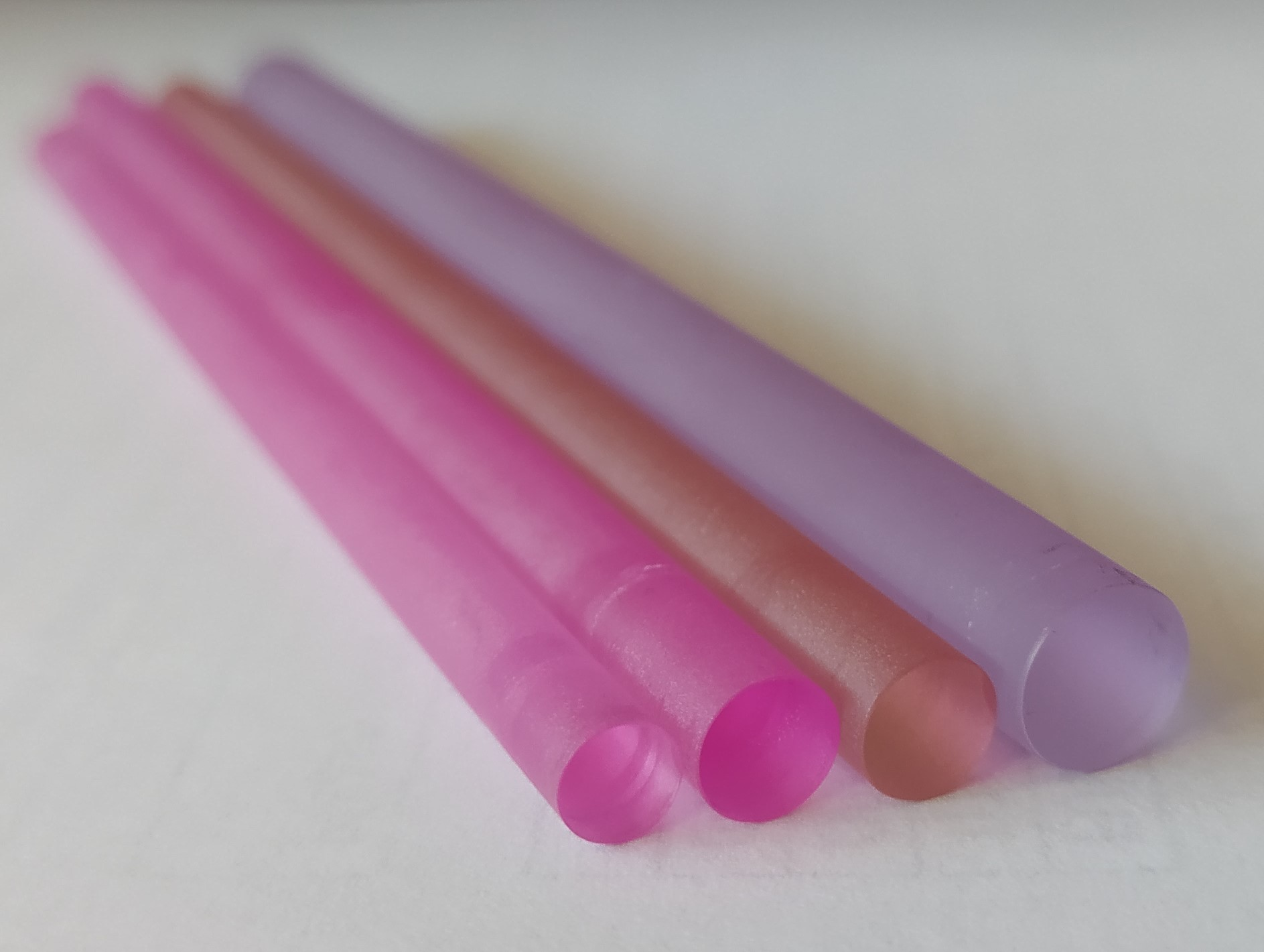
Hastes de laser

Na tecnologia de laser, o meio ativo é o material onde se produz a inversão de população; ou seja, o meio onde se consegue situar mais átomos em um estado excitado que no estado de mais baixa energia da transição eletrônica utilizada no laser.